# George Higinbotham
Pour les articles homonymes, voir Higinbotham.
George Higinbotham, né le 19 avril 1826 à Dublin et mort le 31 décembre 1892 à South Yarra (un quartier de Melbourne), est un juge en chef.

## Biographie
George Higinbotham naît à Dublin le 19 avril 1826. Il est le sixième fils de Henry T. Higinbotham, de Dublin, et de Sarah, fille de Joseph Wilson, qui fut un temps consul américain à Dublin. Il fait ses études à la Royal School de Dungannon, puis au Trinity College de Dublin, où il obtient une bourse de la Reine en 1844, une licence en 1848 et une maîtrise en 1853. Au début de l'année 1847, il se rend à Londres et, pour occuper le temps nécessaire à l'obtention de son diplôme d'avocat, il devient reporter au Morning Chronicle ; il entre à Lincoln's Inn le 20 avril 1848, est admis le 6 juin 1853 et s'embarque quelques mois plus tard pour Victoria, où il arrive au début de l'année 1854.
À Victoria, George Higinbotham combine à nouveau le droit et le journalisme ; il est admis au barreau local le 27 mars 1854 et, après une brève période d'inquiétude, commence à obtenir régulièrement des mémoires, écrivant occasionnellement en même temps pour le Morning Herald. En août 1856, il devient rédacteur en chef de l' Argus et, pendant un certain temps, il ne travaille pratiquement pas au barreau. En 1859, il démissionne de la rédaction afin de se consacrer davantage à sa profession.
En mai 1861, George Higinbotham entre dans la vie politique, étant élu député de Brighton à l'assemblée législative. Il se décrit comme un libéral indépendant. En 1862, il perd son siège, mais en 1863, il est à nouveau élu au même endroit. En juin 1863, il devient procureur général dans le ministère de Sir James McCulloch, et une figure de proue dans la lutte entre les deux chambres sur la question des lois de finances et de la subvention Darling, qui dure de 1865 à 1868. Son attitude dans cette controverse lui permet pendant un certain temps de s'attirer la sympathie de la population, mais il finit par exagérer son opposition à l'ingérence impériale, et est même dénoncé une fois à l'assemblée comme un traître. Lors des élections de 1866, il faillit perdre son siège. Le 4 septembre 1866, il est nommé président de la commission de l'éducation. Lorsque, en juillet 1868, le gouvernement McCulloch a été reconstitué, il a refusé le poste de procureur général parce qu'il considérait que le gouverneur avait montré trop ouvertement son intention de ne pas se laisser guider entièrement par ses ministres. Il reste toutefois dans le cabinet en tant que vice-président du conseil des travaux sans recevoir de salaire. Le 1er février 1869, il quitte complètement le ministère.
Lors des élections de 1871, George Higinbotham, dont la conception de son devoir lui avait aliéné ses électeurs, perd son siège au profit d'un candidat local, et pendant les trois années suivantes, il se consacre à son cabinet, qui est vaste et absorbant. En 1874, cependant, il est de nouveau élu à l'assemblée en tant que membre de l'arrondissement d'East Bourke, et peu de temps après, le 24 janvier 1876, se trouvant dans l'impossibilité de soutenir le ministère de Sir Graham Berry, qui est engagé dans une lutte avec le conseil législatif sur les questions de l'impôt foncier et du paiement des membres, il démissionne de son siège ; il sympathise avec l'esprit qui animait Berry, mais désapprouve ses méthodes comme subversives du gouvernement parlementaire. George Higinbotham se tient désormais à l'écart de la politique active et, en juillet 1880, il est nommé juge puîné de la Cour suprême de Victoria. En septembre 1886, à la retraite de Sir William Stawell, il devient juge en chef de la colonie. Son indépendance et sa vision particulière de la position d'un gouvernement colonial sont démontrées par son refus d'accepter d'être fait chevalier au motif que les récompenses pour les services locaux devraient émaner d'une source locale, et par son intimation au gouvernement impérial que s'il était nommé pour administrer le gouvernement pendant l'absence du gouverneur, il cesserait de soumettre toute question d'intérêt local au secrétaire d'État. Il est pendant plusieurs années vice-président du Melbourne Benevolent Asylum et président de l' Australian Health Society. En 1887, il est nommé président du comité exécutif de l'exposition du centenaire de Melbourne et, à ce titre, se rend à Adélaïde pour l'exposition du jubilé et à Sydney pour les célébrations du centenaire en janvier 1888. Cette même année, il a commencé sa deuxième consolidation des lois de Victoria, et un travail remarquablement réussi en résulte, pour lequel il est publiquement remercié au parlement le 16 décembre 1890. Au cours de cette dernière année, il suscite beaucoup d'indignation en souscrivant aux fonds des grévistes lors de la grande grève générale. Il meurt à sa résidence de South Yarra, Melbourne, le 31 décembre 1892.